# Megachile dolichotricha
Megachile dolichotricha är en biart som beskrevs av Cockerell 1927. Megachile dolichotricha ingår i släktet tapetserarbin, och familjen buksamlarbin. Inga underarter finns listade i Catalogue of Life.